# Sheffield (Tasmania)
Sheffield – miasto w Australii, na Tasmanii.